# Штиб
Штиб (від нім. Staub (читається «штауб») — пил) — похідний продукт видобування кам'яного вугілля (зазвичай утворюється при подрібненні вугілля виконавчими органами видобувних машин і транспортуванні).

## Загальний опис
За розміром зерен кам'яне вугілля поділяється на класи крупності, серед яких найдрібніший, розміром від 0 до 6 мм — називається «штиб». Штиб вважається відходом вуглевидобутку, через певні складнощі промислового використання.
Фракція штиб може бути як з антрациту, так і кам'яного вугілля. Характеристики штибу відповідатимуть сорту (марці) вугілля. Штиб — затребуваний сучасний вид вугільного палива, постачальники в Україні пропонують марку АШ (антрацитовий штиб).
Існують технології спалювання антрацитових штибів в киплячому шарі, а також технології виготовлення вугільних брикетів із штибу, що може забезпечити можливість промислового використання вугільного штибу, як палива. Одним з можливих способів утилізації вугільного штибу є його подальша переробка у водовугільне паливо, для якого штиб є прийнятною сировиною, оскільки потребує подрібнення до -100 мкм не з вихідної гірничої маси крупністю -100(150) мм., а з крупності — 6 мм.
Вологість і зольність антрацитового штибу зазвичай відносно невеликі (WP 7 %, Ad 18 %); вихід летких найменший з усіх видів природного палива (Vdaf 4 %), що ускладнює спалювання штибу. Низький вихід летких потребує тонкого помолу штибу, який здійснюється в кульових барабанних млинах і при великій міцності вугілля призводить до значних витрат електроенергії. Температура плавлення золи антрацитового штибу порівняно низька (1070 °C, 1200 °C, 1126 °C), внаслідок чого це паливо можна спалювати в топках з рідким шлаковидаленням.